# Henrik Westander
Henrik Westander, född 1959 i Trelleborg, är en svensk författare och lobbyist. Han grundade pr-byrån Westander tillsammans med sin bror Patrik Westander år 2000.

## Biografi
I gymnasieåldern engagerade sig Westander i Elevförbundet, och blev vid 17 års ålder rekryterad till kanslijobb i Stockholm av förbundets ordförande Mona Sahlin.
Efter vapenfri tjänst och folkhögskolestudier vid Den resande folkhögskolan engagerade sig Westander 1982 i Svenska Freds- och skiljedomsföreningen (SFSF).[källa behövs]
Westanders uppmärksammades 1984 då han och SFSF lämnade in en polisanmälan mot Bofors gällande smuggling av Robot 70, ett luftvärnsrobotsystem, till Dubai och Bahrein via Singapore. Detta blev upprinnelsen till den så kallade Boforsaffären. Uppgifterna i anmälan baserade sig på dokument som den Boforsanställde ingenjören Ingvar Bratt hade överlämnat till SFSF. 
2000 grundade Henrik Westander PR-byrån Westander tillsammans med sin bror Patrik Westander.

## Priser och utmärkelser
- 1984 - Eldh-Ekblads fredspris
- 1987 - Vilhelm Moberg-stipendiet
- 1998 - Årets lobbyist[1]
- 2000 – Utnämnd till "Svensk Mästare i DN Debatt" av SVT:s Mediemagasinet